# 個別指導Axis
個別指導Axis（こべつしどうアクシス）は、株式会社ワオ・コーポレーションが運営する個別指導学習塾である。2024年11月末時点でフランチャイズ校を含め524校を展開している。

## 概要
個別指導Axisは、1999年に株式会社教育総研として設立された学習塾が発祥であり、最初は「能開センター」として集団形式の指導を行っていた。その後、個別指導の需要に応える形で、徳島をはじめ、青森・岡山・香川・福岡などに個別指導Axisを開校し、現在では全国47都道府県に展開している。対象学年は小学1年生から高校3年生、および高卒生で、全教科・全科目を提供している。授業形式には、1対1または1対2の個別指導に加え、映像授業やオンライン授業も導入されている。

## 沿革
- 1976年（昭和51年）: 大阪市に株式会社能力開発センターを設立、「日曜ゼミ」として能開センター難波校を開校。

- 1979年（昭和54年）: 商号を株式会社能開総合教育センターに変更。

- 1987年（昭和62年）: 商号を株式会社教育総研に変更。

- 1988年（昭和63年）: 東京・大阪両店頭市場に株式を公開。

- 1999年（平成11年）: 個別指導Axisを開講、徳島・青森・岡山・香川・福岡に初開校。

- 2000年（平成12年）: 商号を株式会社ワオ・コーポレーションに変更し、北海道・岩手・大阪・奈良・広島・大分に初開校。

- 2002年（平成14年）: 宮城・福島・滋賀・和歌山・佐賀・秋田・栃木・新潟・群馬に初開校。

- 2004年（平成16年）:東京に初開校、アノト方式デジタルペンを使った教育支援サービスを開始。

- 2005年（平成17年）: 兵庫・沖縄・京都に初開校。

- 2006年（平成18年）: 千葉・石川・福井・宮崎・愛媛・山形・長野に初開校、「ワオ・シンガポール」開設。

- 2009年（平成21年）: オンライン家庭教師「ワオ！のネット家庭教師　東大オンライン」を開講。

- 2010年（平成22年）:幼児向け知育アプリ「ワオっち！」配信開始。

- 2012年（平成24年）: 神奈川に初開校、MBOにより非上場化。

- 2016年（平成28年）: 岐阜・静岡・三重・島根・長崎に初開校。

- 2017年（平成29年）: 全国47都道府県に出校し全県ネットワーク完成。

- 2018年（平成30年）: ソニー・グローバルエデュケーションとの共同開発による「ロボットプログラミング講座」開講[4]。

- 2020年（令和2年）: 学校法人ワオ未来学園を設立。

- 2021年（令和3年）: 学校法人ワオ未来学園 ワオ高等学校を開校、AI学習システム「AxisPLUS」開講、オンライン授業「オンラインゼミ」開講。